# Vršnik
Vršnik je naselje v Občini Kungota.